# Garwood, New Jersey
Garwood är en ort i Union County i delstaten New Jersey, USA.